# Natallja Stassjuk
Natallja Wiktorowna Stassjuk (russisch Наталья Викторовна Стасюк; * 21. Januar 1969 in Kapatkewitschy, Homelskaja Woblasz) ist eine ehemalige sowjetische und belarussische Rudersportlerin. Sie nahm zweimal an Olympischen Spielen teil und gewann 1996 eine Bronzemedaille.

## Sportliche Karriere
Stassjuk belegte mit dem sowjetischen Achter den zweiten Platz bei den Junioren-Weltmeisterschaften 1987. Bei den Weltmeisterschaften 1991 in Wien belegte sie den neunten Platz im Vierer ohne Steuerfrau. Mit dem Achter gewann sie die Silbermedaille hinter den Kanadierinnen. 1992 startete sie bei den Olympischen Spielen in Barcelona im Vereinten Team für die Gemeinschaft Unabhängiger Staaten und erreichte mit dem Achter den vierten Platz.
Ab 1993 startete Natallja Stassjuk für Belarus. Bei den Weltmeisterschaften 1993 belegte sie den siebten Platz im Vierer ohne Steuerfrau und den fünften Platz mit dem belarussischen Achter. In beiden Bootsklassen waren die Belarussinnen die bestplatzierte Mannschaft aus der ehemaligen Sowjetunion. 1994 erreichten beide Boote das A-Finale bei den Weltmeisterschaften in Indianapolis, der Vierer ohne Steuerfrau belegte den sechsten Platz, der Achter kam als fünftes Boot ins Ziel. 1995 startete Snak bei den Weltmeisterschaften in Tampere in drei Bootsklassen: sie gewann Bronze mit dem ungesteuerten Vierer, der Achter war zum dritten Mal in Folge Fünfter und im Zweier ohne Steuerfrau kam das belarussische Boot mit Natallja Stassjuk und Marina Snak auf den 13. Platz. Bei ihrer zweiten Olympiateilnahme 1996 in Atlanta gewann Stassjuk mit dem belarussischen Achter die Bronzemedaille hinter den Booten aus Rumänien und Kanada.
1997 wechselte Stassjuk in den Doppelvierer, bei den Weltmeisterschaften belegte sie den fünften Platz. 1998 erreichte sie den achten Platz bei den Weltmeisterschaften in Köln genau wie 1999 bei den Weltmeisterschaften in St. Catharines.